# 세계 태권도 연맹
세계 태권도 연맹(영어: World Taekwondo 월드 태권도[*], WT)은 태권도 종목을 총괄하는 국제 스포츠 행정 기구이다. 태권도의 개발과 발전을 위해 설립된 국제 기구이며, 세계 태권도 연맹은 스포츠 태권도를 대표하는 기구로서, 국제 올림픽 위원회의 인증을 받았다. 세계 태권도 연맹의 모체는 세계태권도의 본부인 국기원이다.

## 역사
1973년 3월 최초의 세계 태권도 선수권 대회가 국기원에서 개최되었다. 이후 세계 태권도 연맹이 1973년 5월 28일 대한민국에서 창설되었다. 국기원에서 열렸던 창설 회의에는 세계 35개국의 대표가 참가하였다. 총재는 4년 임기로 선출되며, 초대 총재로는 김운용이 선출되었다.
태권도는 1988년 서울 올림픽과 1992년 바르셀로나 올림픽에서 시범 종목으로 채택되었으며, 2000년 시드니 올림픽부터는 정식 종목으로 채택되었다.
2017년 6월, 세계 태권도 연맹은 'World Taekwondo Federation'에서 'World Taekwondo'로 명칭을 변경하고, 약자도 'WTF'에서 'WT'로 변경했다. 세계 태권도 연맹은 WTF라는 약칭이 영어 욕설처럼 들린다는 지적에 따라 바뀐 것이라고 설명했다.

## 역대 회장
- 김운용: 1973년~2004년
- 조정원: 2004년~

## 회원국
| 국가                  | 협회                              | 코드 | 대륙       | 설립   | 가맹   | 비고       |
| --------------------- | --------------------------------- | ---- | ---------- | ------ | ------ | ---------- |
| 가나                  | 가나 태권도 연맹                  | GHA  | 아프리카   | 1988년 | 1981년 | 2급 회원국 |
| 가봉                  | 가봉 태권도 연맹                  | GAB  | 아프리카   |        | 1978년 | 1급 회원국 |
| 가이아나              | 가이아나 태권도 협회              | GUY  | 아메리카   |        | 1995년 | 2급 회원국 |
| 감비아                | 감비아 태권도 협회                | GAM  | 아프리카   |        | 2007년 | 2급 회원국 |
| 과들루프              | 과들루프 태권도 협회              | GDL  | 아메리카   |        | 2011년 | 준회원국   |
| 과테말라              | 과테말라 태권도 연맹              | GUA  | 아메리카   |        | 1991년 | 1급 회원국 |
| 괌                    | 괌 태권도 연맹                    | GUM  | 오세아니아 |        | 1975년 | 2급 회원국 |
| 그레나다              | 그레나다 태권도 협회              | GRN  | 아메리카   |        | 1995년 | 2급 회원국 |
| 그리스                | 세계 태권도 그리스 연맹           | GRE  | 유럽       |        | 1985년 | 1급 회원국 |
| 기니                  | 기니 태권도 연맹                  | GUI  | 아프리카   |        | 2001년 | 2급 회원국 |
| 기니비사우            | 기니비사우 태권도 연맹            | GBS  | 아프리카   |        | 2017년 | 2급 회원국 |
| 나미비아              | 나미비아 태권도 연맹              | NAM  | 아프리카   |        | 2023년 | 1급 회원국 |
| 나우루                | 나우루 태권도 협회                | NRU  | 오세아니아 |        | 2011년 | 2급 회원국 |
| 나이지리아            | 나이지리아 태권도 연맹            | NGR  | 아프리카   | 1981년 | 1988년 | 1급 회원국 |
| 남수단                | 남수단 태권도 연맹                | SSD  | 아프리카   |        | 2012년 | 2급 회원국 |
| 남아프리카 공화국     | 남아프리카 태권도 연맹            | RSA  | 아프리카   |        | 1991년 | 2급 회원국 |
| 네덜란드              | 네덜란드 태권도 연맹              | NED  | 유럽       |        | 1976년 | 1급 회원국 |
| 네팔                  | 네팔 태권도 협회                  | NEP  | 아시아     |        | 1983년 | 1급 회원국 |
| 노르웨이              | 노르웨이 무술 연맹                | NOR  | 유럽       |        | 1977년 | 1급 회원국 |
| 누벨칼레도니          | 누벨칼레도니 태권도 연맹          | NCD  | 오세아니아 |        | 2010년 | 준회원국   |
| 뉴질랜드              | 뉴질랜드 태권도 연맹              | NZL  | 오세아니아 |        | 1975년 | 1급 회원국 |
| 니제르                | 니제르 태권도 연맹                | NIG  | 아프리카   |        | 1999년 | 1급 회원국 |
| 니카라과              | 니카라과 태권도 연맹              | NCA  | 아메리카   |        | 1991년 | 1급 회원국 |
| 대한민국              | 대한민국태권도협회                | KOR  | 아시아     | 1961년 | 1973년 | 1급 회원국 |
| 덴마크                | 덴마크 태권도 연맹                | DEN  | 유럽       |        | 1975년 | 2급 회원국 |
| 도미니카 공화국       | 도미니카 태권도 연맹              | DOM  | 아메리카   |        | 1983년 | 1급 회원국 |
| 도미니카 연방         | 도미니카 태권도 협회              | DMA  | 아메리카   |        | 1999년 | 2급 회원국 |
| 독일                  | 독일 태권도 연맹                  | GER  | 유럽       | 1981년 | 1973년 | 1급 회원국 |
| 동티모르              | 동티모르 태권도 연맹              | TLS  | 아시아     |        | 2009년 | 1급 회원국 |
| 라오스                | 라오 태권도 연맹                  | LAO  | 아시아     |        | 1996년 | 2급 회원국 |
| 라이베리아            | 라이베리아 태권도 연맹            | LBR  | 아프리카   |        | 2001년 | 2급 회원국 |
| 라트비아              | 라트비아 태권도 연맹              | LAT  | 유럽       |        | 1992년 | 1급 회원국 |
| 러시아                | 러시아 태권도 연맹                | RUS  | 유럽       |        | 1991년 | 1급 회원국 |
| 레바논                | 레바논 태권도 연맹                | LIB  | 아시아     |        | 1978년 | 1급 회원국 |
| 레소토                | 레소토 태권도 협회                | LES  | 아프리카   |        | 1990년 | 2급 회원국 |
| 루마니아              | 루마니아 태권도 연맹              | ROU  | 유럽       |        | 1991년 | 1급 회원국 |
| 룩셈부르크            | 룩셈부르크 무술 연맹              | LUX  | 유럽       |        | 1993년 | 1급 회원국 |
| 르완다                | 르완다 태권도 연맹                | RWA  | 아프리카   |        | 2011년 | 1급 회원국 |
| 리비아                | 리비아 태권도 연맹                | LBA  | 아프리카   |        | 1979년 | 1급 회원국 |
| 리투아니아            | 리투아니아 태권도 연맹            | LTU  | 유럽       |        | 1992년 | 1급 회원국 |
| 마다가스카르          | 마다가스카르 태권도 연맹          | MAD  | 아프리카   |        | 1993년 | 2급 회원국 |
| 마르티니크            | 마르티니크 태권도 연맹            | MRN  | 아메리카   |        | 2011년 | 준회원국   |
| 마셜 제도             | 마셜 제도 태권도 연맹             | MHL  | 오세아니아 |        | 2007년 | 2급 회원국 |
| 마카오                | 마카오 태권도 총회                | MAC  | 아시아     |        | 2002년 | 준회원국   |
| 말라위                | 말라위 태권도 협회                | MAW  | 아프리카   |        | 2007년 | 2급 회원국 |
| 말레이시아            | 말레이시아 태권도 연맹            | MAS  | 아시아     |        | 1975년 | 1급 회원국 |
| 말리                  | 말리 태권도 연맹                  | MLI  | 아프리카   |        | 2000년 | 2급 회원국 |
| 맨                    | 맨섬 태권도 협회                  | IMN  | 유럽       |        | 2006년 | 준회원국   |
| 멕시코                | 멕시코 태권도 연맹                | MEX  | 아메리카   |        | 1973년 | 1급 회원국 |
| 모나코                | 모나코 태권도 연맹                | MON  | 유럽       |        | 1996년 | 2급 회원국 |
| 모로코                | 모로코 왕립 태권도 연맹           | MAR  | 아프리카   |        | 1981년 | 1급 회원국 |
| 모리셔스              | 모리셔스 태권도 연맹              | MRI  | 아프리카   |        | 1978년 | 2급 회원국 |
| 모리타니              | 모리타니 태권도 연맹              | MTN  | 아프리카   |        | 2014년 | 2급 회원국 |
| 모잠비크              | 모잠비크 태권도 연맹              | MOZ  | 아프리카   |        | 2005년 | 2급 회원국 |
| 몬테네그로            | 몬테네그로 태권도 협회            | MNE  | 유럽       |        | 2007년 | 1급 회원국 |
| 몰도바                | 몰도바 공화국 태권도 연맹         | MDA  | 유럽       |        | 1995년 | 1급 회원국 |
| 몰디브                | 몰디브 태권도 연맹                | MDV  | 아시아     |        | 2022년 | 2급 회원국 |
| 몰타                  | 몰타 태권도 협회                  | MLT  | 유럽       |        | 1995년 | 1급 회원국 |
| 몽골                  | 몽골 태권도 연맹                  | MGL  | 아시아     |        | 1991년 | 1급 회원국 |
| 미얀마                | 미얀마 태권도 연맹                | MYA  | 아시아     |        | 1990년 | 2급 회원국 |
| 미국                  | 미국 태권도 연맹                  | USA  | 아메리카   | 1978년 | 1975년 | 1급 회원국 |
| 미국령 버진아일랜드   | 버진아일랜드 태권도 연맹          | ISV  | 아메리카   |        | 1981년 | 2급 회원국 |
| 미크로네시아 연방     | 미크로네시아 연방국 태권도 협회   | FSM  | 오세아니아 |        | 2011년 | 2급 회원국 |
| 바누아투              | 바누아투 태권도 협회              | VAN  | 오세아니아 |        | 2004년 | 2급 회원국 |
| 바레인                | 바레인 태권도 연맹                | BRN  | 아시아     |        | 1977년 | 1급 회원국 |
| 바베이도스            | 바베이도스 태권도 협회            | BAR  | 아메리카   |        | 1986년 | 2급 회원국 |
| 바티칸                | 바티칸 태권도 연맹                | VAT  | 유럽       |        | 2021년 | 준회원국   |
| 바하마                | 바하마 태권도 연맹                | BAH  | 아메리카   |        | 1997년 | 2급 회원국 |
| 방글라데시            | 방글라데시 태권도 연맹            | BAN  | 아시아     |        | 1999년 | 1급 회원국 |
| 버뮤다                | 버뮤다 태권도 협회                | BER  | 아메리카   |        | 1983년 | 2급 회원국 |
| 베냉                  | 베냉 태권도 연맹                  | BEN  | 아프리카   |        | 1978년 | 2급 회원국 |
| 베네수엘라            | 베네수엘라 태권도 연맹            | VEN  | 아메리카   |        | 1976년 | 1급 회원국 |
| 베트남                | 베트남 태권도 연맹                | VIE  | 아시아     |        | 1999년 | 1급 회원국 |
| 벨기에                | 벨기에 태권도 연맹                | BEL  | 유럽       |        | 1975년 | 1급 회원국 |
| 벨라루스              | 벨라루스 태권도 연맹              | BLR  | 유럽       |        | 1992년 | 1급 회원국 |
| 벨리즈                | 벨리즈 태권도 연맹                | BIZ  | 아메리카   |        | 1997년 | 2급 회원국 |
| 보스니아 헤르체고비나 | 보스니아 헤르체고비나 태권도 연맹 | BIH  | 유럽       |        | 1993년 | 1급 회원국 |
| 보츠와나              | 보츠와나 태권도 연맹              | BOT  | 아프리카   |        | 2012년 | 2급 회원국 |
| 볼리비아              | 볼리비아 태권도 연맹              | BOL  | 아메리카   |        | 1977년 | 1급 회원국 |
| 부룬디                | 부룬디 태권도 연맹                | BDI  | 아프리카   |        | 2010년 | 2급 회원국 |
| 부르키나파소          | 부르키나파소 태권도 연맹          | BUR  | 아프리카   |        | 1981년 | 1급 회원국 |
| 부탄                  | 부탄 태권도 연맹                  | BHU  | 아시아     |        | 1985년 | 2급 회원국 |
| 북마케도니아          | 북마케도니아 태권도 연맹          | MKD  | 유럽       |        | 2001년 | 2급 회원국 |
| 불가리아              | 불가리아 태권도 연맹              | BUL  | 유럽       |        | 1990년 | 1급 회원국 |
| 브라질                | 브라질 태권도 연맹                | BRA  | 아메리카   |        | 1975년 | 1급 회원국 |
| 브루나이              | 브루나이 다루살람 태권도 협회     | BRU  | 아시아     |        | 1973년 | 2급 회원국 |
| 사모아                | 사모아 태권도 연맹                | SAM  | 오세아니아 |        | 1997년 | 2급 회원국 |
| 사우디아라비아        | 사우디아라비아 태권도 연맹        | KSA  | 아시아     |        | 1977년 | 1급 회원국 |
| 산마리노              | 산마리노 무술 연맹                | SMR  | 유럽       |        | 1994년 | 1급 회원국 |
| 상투메 프린시페       | 상투메 프린시페 태권도 연맹       | STP  | 아프리카   |        | 2004년 | 2급 회원국 |
| 세네갈                | 세네갈 태권도 연맹                | SEN  | 아프리카   |        | 1995년 | 1급 회원국 |
| 세르비아              | 세르비아 태권도 협회              | SRB  | 유럽       |        | 1975년 | 1급 회원국 |
| 세이셸                | 세이셸 태권도 연맹                | SEY  | 아프리카   |        | 2012년 | 2급 회원국 |
| 세인트루시아          | 세인트루시아 태권도 연맹          | LCA  | 아메리카   |        | 1998년 | 2급 회원국 |
| 세인트빈센트 그레나딘 | 세인트빈센트 그레나딘 태권도 협회 | VIN  | 아메리카   |        | 1992년 | 2급 회원국 |
| 세인트키츠 네비스     | 세인트키츠 네비스 태권도 연맹     | SKN  | 아메리카   |        | 1998년 | 2급 회원국 |
| 소말리아              | 소말리아 태권도 연맹              | SOM  | 아프리카   |        | 2007년 | 2급 회원국 |
| 솔로몬 제도           | 솔로몬 제도 태권도 연맹           | SOL  | 오세아니아 |        | 2001년 | 2급 회원국 |
| 수단                  | 수단 태권도 연맹                  | SUD  | 아프리카   |        | 2003년 | 1급 회원국 |
| 수리남                | 수리남 태권도 협회                | SUR  | 아메리카   |        | 1977년 | 1급 회원국 |
| 스리랑카              | 스리랑카 태권도 연맹              | SRI  | 아시아     |        | 1983년 | 1급 회원국 |
| 스웨덴                | 스웨덴 태권도 연맹                | SWE  | 유럽       |        | 1977년 | 1급 회원국 |
| 스위스                | 스위스 태권도 연맹                | SUI  | 유럽       |        | 1977년 | 1급 회원국 |
| 스페인                | 스페인 태권도 연맹                | ESP  | 유럽       |        | 1975년 | 1급 회원국 |
| 슬로바키아            | 슬로바키아 세계 태권도 협회       | SVK  | 유럽       |        | 1994년 | 1급 회원국 |
| 슬로베니아            | 슬로베니아 태권도 협회            | SLO  | 유럽       |        | 1993년 | 1급 회원국 |
| 시리아                | 시리아 아랍 태권도 연맹           | SYR  | 아시아     |        | 2000년 | 2급 회원국 |
| 시에라리온            | 시에라리온 태권도 연맹            | SLE  | 아프리카   |        | 2012년 | 2급 회원국 |
| 싱가포르              | 싱가포르 태권도 연맹              | SIN  | 아시아     |        | 1975년 | 2급 회원국 |
| 아랍에미리트          | 아랍에미리트 연합국 태권도 연맹   | UAE  | 아시아     |        | 1994년 | 1급 회원국 |
| 아루바                | 아루바 태권도 협회                | ARU  | 아메리카   |        | 1992년 | 1급 회원국 |
| 아르메니아            | 아르메니아 태권도 연맹            | ARM  | 유럽       |        | 1996년 | 1급 회원국 |
| 아메리칸사모아        | 아메리칸사모아 태권도 연맹        | ASA  | 오세아니아 |        | 2007년 | 2급 회원국 |
| 아르헨티나            | 아르헨티나 태권도 연맹            | ARG  | 아메리카   |        | 1976년 | 1급 회원국 |
| 아이슬란드            | 아이슬란드 태권도 연맹            | ISL  | 유럽       |        | 1991년 | 2급 회원국 |
| 아이티                | 아이티 태권도 연맹                | HAI  | 아메리카   |        | 1998년 | 1급 회원국 |
| 아일랜드              | 아일랜드 태권도 연맹              | IRL  | 유럽       |        | 1983년 | 1급 회원국 |
| 아제르바이잔          | 아제르바이잔 태권도 연맹          | AZE  | 유럽       |        | 1995년 | 1급 회원국 |
| 아프가니스탄          | 아프가니스탄 국가 태권도 연맹     | AFG  | 아시아     |        | 1993년 | 2급 회원국 |
| 안도라                | 안도라 태권도 연맹                | AND  | 유럽       |        | 1987년 | 1급 회원국 |
| 알바니아              | 알바니아 태권도 연맹              | ALB  | 유럽       |        | 1995년 | 1급 회원국 |
| 알제리                | 알제리 태권도 연맹                | ALG  | 아프리카   |        | 2004년 | 1급 회원국 |
| 앙골라                | 앙골라 태권도 연맹                | ANG  | 아프리카   |        | 2001년 | 2급 회원국 |
| 앤티가 바부다         | 앤티가 바부다 태권도 협회         | ANT  | 아메리카   |        | 1998년 | 2급 회원국 |
| 에스와티니            | 에스와티니 태권도 연맹            | SWZ  | 아프리카   |        | 1985년 | 2급 회원국 |
| 에스토니아            | 에스토니아 세계 태권도 연맹       | EST  | 유럽       |        | 1998년 | 1급 회원국 |
| 에콰도르              | 에콰도르 태권도 연맹              | ECU  | 아메리카   |        | 1973년 | 1급 회원국 |
| 에티오피아            | 에티오피아 태권도 연맹            | ETH  | 아프리카   |        | 2003년 | 2급 회원국 |
| 엘살바도르            | 살바도르 태권도 연맹              | ESA  | 아메리카   |        | 1987년 | 1급 회원국 |
| 영국                  | 영국 태권도 연맹                  | GBR  | 유럽       | 1982년 | 1977년 | 1급 회원국 |
| 영국령 버진아일랜드   | 영국령 버진아일랜드 태권도 연맹   | IVB  | 아메리카   |        | 1998년 | 2급 회원국 |
| 예멘                  | 예멘 태권도 연맹                  | YEM  | 아시아     |        | 1988년 | 2급 회원국 |
| 오만                  | 오만 태권도 위원회                | OMA  | 아시아     |        | 2010년 | 1급 회원국 |
| 오스트레일리아        | 오스트레일리아 태권도 연맹        | AUS  | 오세아니아 |        | 1975년 | 1급 회원국 |
| 오스트리아            | 오스트리아 태권도 연맹            | AUT  | 유럽       | 1969년 | 1973년 | 1급 회원국 |
| 온두라스              | 온두라스 국가 태권도 연맹         | HON  | 아메리카   |        | 1979년 | 1급 회원국 |
| 요르단                | 요르단 태권도 연맹                | JOR  | 아시아     |        | 1979년 | 1급 회원국 |
| 우간다                | 우간다 태권도 연맹                | UGA  | 아프리카   |        | 2007년 | 2급 회원국 |
| 우루과이              | 우루과이 태권도 연맹              | URU  | 아메리카   | 1980년 | 1990년 | 1급 회원국 |
| 우즈베키스탄          | 우즈베키스탄 태권도 협회          | UZB  | 아시아     |        | 1992년 | 1급 회원국 |
| 우크라이나            | 우크라이나 태권도 연맹            | UKR  | 유럽       |        | 1993년 | 1급 회원국 |
| 이라크                | 이라크 태권도 연맹                | IRQ  | 아시아     |        | 1984년 | 1급 회원국 |
| 이란                  | 이란 이슬람 공화국 태권도 연맹    | IRI  | 아시아     | 1984년 | 1975년 | 1급 회원국 |
| 이스라엘              | 이스라엘 태권도 연맹              | ISR  | 유럽       |        | 1981년 | 1급 회원국 |
| 이집트                | 이집트 태권도 연맹                | EGY  | 아프리카   |        | 1979년 | 1급 회원국 |
| 이탈리아              | 이탈리아 태권도 연맹              | ITA  | 유럽       | 1985년 | 1977년 | 1급 회원국 |
| 인도                  | 인도 태권도 연맹                  | IND  | 아시아     |        | 1979년 | 1급 회원국 |
| 인도네시아            | 인도네시아 태권도 협회            | INA  | 아시아     |        | 1975년 | 2급 회원국 |
| 일본                  | 전일본 태권도 협회                | JPN  | 아시아     | 2005년 | 1981년 | 1급 회원국 |
| 자메이카              | 세계 한국 태권도 자메이카 연맹    | JAM  | 아메리카   |        | 1997년 | 2급 회원국 |
| 잠비아                | 잠비아 태권도 연맹                | ZAM  | 아프리카   |        | 2006년 | 2급 회원국 |
| 적도 기니             | 적도 기니 태권도 연맹             | GEQ  | 아프리카   |        | 1997년 | 2급 회원국 |
| 조지아                | 조지아 태권도 연맹                | GEO  | 유럽       |        | 1995년 | 1급 회원국 |
| 중앙아프리카 공화국   | 중앙아프리카 공화국 태권도 연맹   | CAF  | 아프리카   |        | 1999년 | 2급 회원국 |
| 중화 타이베이         | 중화민국 태권도 협회              | TPE  | 아시아     |        | 1974년 | 1급 회원국 |
| 중화인민공화국        | 중국 태권도 협회                  | CHN  | 아시아     |        | 1995년 | 1급 회원국 |
| 지부티                | 지부티 태권도 연맹                | DJI  | 아프리카   |        | 2016년 | 2급 회원국 |
| 짐바브웨              | 짐바브웨 태권도 협회              | ZIM  | 아프리카   |        | 1997년 | 2급 회원국 |
| 차드                  | 차드 태권도 연맹                  | CHA  | 아프리카   |        | 2000년 | 2급 회원국 |
| 체코                  | 체코 공화국 태권도 연맹           | CZE  | 유럽       |        | 1995년 | 1급 회원국 |
| 칠레                  | 칠레 태권도 연맹                  | CHI  | 아메리카   |        | 1989년 | 1급 회원국 |
| 카메룬                | 카메룬 태권도 연맹                | CMR  | 아프리카   |        | 2002년 | 2급 회원국 |
| 카보베르데            | 카보베르데 태권도 협회            | CPV  | 아프리카   |        | 2000년 | 2급 회원국 |
| 카자흐스탄            | 카자흐스탄 태권도 연맹            | KAZ  | 아시아     |        | 1993년 | 1급 회원국 |
| 카타르                | 카타르 태권도 유도 공수도 연맹    | QAT  | 아시아     |        | 1977년 | 1급 회원국 |
| 캄보디아              | 캄보디아 태권도 연맹              | CAM  | 아시아     |        | 1995년 | 1급 회원국 |
| 캐나다                | 캐나다 태권도 연맹                | CAN  | 아메리카   |        | 1975년 | 1급 회원국 |
| 케냐                  | 케냐 태권도 연맹                  | KEN  | 아프리카   |        | 1990년 | 2급 회원국 |
| 케이맨 제도           | 케이맨 제도 태권도 연맹           | CAY  | 아메리카   |        | 1989년 | 2급 회원국 |
| 코트디부아르          | 코트디부아르 태권도 연맹          | CIV  | 아프리카   |        | 1975년 | 1급 회원국 |
| 코모로                | 코모로 태권도 연맹                | COM  | 아프리카   |        | 2003년 | 2급 회원국 |
| 코소보                | 코소보 태권도 연맹                | KOS  | 유럽       |        | 2013년 | 1급 회원국 |
| 코스타리카            | 코스타리카 태권도 연맹            | CRC  | 아메리카   |        | 1984년 | 2급 회원국 |
| 콜롬비아              | 콜롬비아 태권도 연맹              | COL  | 아메리카   |        | 1976년 | 1급 회원국 |
| 콩고 공화국           | 콩고 공화국 태권도 연맹           | CGO  | 아프리카   |        | 1993년 | 2급 회원국 |
| 콩고 민주 공화국      | 콩고 민주 공화국 태권도 연맹      | COD  | 아프리카   |        | 2005년 | 2급 회원국 |
| 쿠바                  | 쿠바 태권도 연맹                  | CUB  | 아메리카   |        | 1993년 | 1급 회원국 |
| 쿠웨이트              | 쿠웨이트 태권도 연맹              | KUW  | 아시아     |        | 1977년 | 1급 회원국 |
| 쿡 제도               | 쿡 제도 태권도 연맹               | COK  | 오세아니아 |        | 2011년 | 2급 회원국 |
| 퀴라소                | 퀴라소 태권도 연맹                | CAO  | 아메리카   |        | 2012년 | 준회원국   |
| 크로아티아            | 크로아티아 태권도 연맹            | CRO  | 유럽       |        | 1992년 | 1급 회원국 |
| 키르기스스탄          | 키르기스스탄 공화국 태권도 협회   | KGZ  | 아시아     |        | 1993년 | 2급 회원국 |
| 키리바시              | 키리바시 태권도 연맹              | KIR  | 오세아니아 |        | 2006년 | 2급 회원국 |
| 키프로스              | 키프로스 태권도 연맹              | CYP  | 유럽       |        | 1982년 | 1급 회원국 |
| 타지키스탄            | 타지키스탄 공화국 태권도 연맹     | TJK  | 아시아     |        | 1995년 | 1급 회원국 |
| 탄자니아              | 탄자니아 태권도 연맹              | TAN  | 아프리카   |        | 2003년 | 2급 회원국 |
| 태국                  | 태국 태권도 협회                  | THA  | 아시아     |        | 1975년 | 1급 회원국 |
| 토고                  | 토고 태권도 연맹                  | TOG  | 아프리카   |        | 1996년 | 2급 회원국 |
| 통가                  | 통가 국가 태권도 협회             | TGA  | 오세아니아 |        | 2001년 | 2급 회원국 |
| 투발루                | 투발루 태권도 협회                | TUV  | 오세아니아 |        | 2011년 | 2급 회원국 |
| 투르크메니스탄        | 투르크메니스탄 국가 태권도 본부   | TKM  | 아시아     |        | 2000년 | 2급 회원국 |
| 튀니지                | 튀니지 태권도 연맹                | TUN  | 아프리카   |        | 1978년 | 1급 회원국 |
| 튀르키예              | 튀르키예 태권도 연맹              | TUR  | 유럽       |        | 1975년 | 1급 회원국 |
| 트리니다드 토바고     | 트리니다드 토바고 태권도 협회     | TTO  | 아메리카   |        | 1983년 | 1급 회원국 |
| 파나마                | 파나마 태권도 연맹                | PAN  | 아메리카   |        | 1989년 | 1급 회원국 |
| 파라과이              | 파라과이 태권도 연맹              | PAR  | 아메리카   |        | 1982년 | 2급 회원국 |
| 파키스탄              | 파키스탄 태권도 연맹              | PAK  | 아시아     |        | 1977년 | 1급 회원국 |
| 파푸아뉴기니          | 파푸아뉴기니 태권도 연맹          | PNG  | 오세아니아 |        | 2003년 | 2급 회원국 |
| 팔라우                | 팔라우 태권도 연맹                | PLW  | 오세아니아 |        | 2011년 | 2급 회원국 |
| 팔레스타인            | 팔레스타인 태권도 연맹            | PLE  | 아시아     |        | 1989년 | 1급 회원국 |
| 페로 제도             | 페로 제도 태권도 연맹             | FRO  | 유럽       |        | 2019년 | 준회원국   |
| 페루                  | 페루 태권도 체육 연맹             | PER  | 아메리카   |        | 1977년 | 1급 회원국 |
| 포르투갈              | 포르투갈 태권도 연맹              | POR  | 유럽       |        | 1979년 | 임시회원국 |
| 폴란드                | 폴란드 올림픽 태권도 협회         | POL  | 유럽       |        | 1979년 | 1급 회원국 |
| 푸에르토리코          | 푸에르토리코 태권도 연맹          | PUR  | 아메리카   |        | 1977년 | 1급 회원국 |
| 프랑스                | 프랑스 태권도 계열 종목 연맹      | FRA  | 유럽       | 1995년 | 1975년 | 1급 회원국 |
| 프랑스령 기아나       | 프랑스령 기아나 태권도 연맹       | FGT  | 아메리카   |        | 2016년 | 준회원국   |
| 프랑스령 폴리네시아   | 폴리네시아 태권도 연맹            | FPO  | 오세아니아 |        | 1975년 | 준회원국   |
| 피지                  | 피지 태권도 협회                  | FIJ  | 오세아니아 |        | 1983년 | 2급 회원국 |
| 핀란드                | 핀란드 태권도 연맹                | FIN  | 유럽       |        | 1979년 | 1급 회원국 |
| 필리핀                | 필리핀 태권도 협회                | PHI  | 아시아     | 1976년 | 1973년 | 1급 회원국 |
| 헝가리                | 헝가리 태권도 연맹                | HUN  | 유럽       |        | 1989년 | 1급 회원국 |
| 홍콩                  | 중국 홍콩 태권도 협회             | HKG  | 아시아     |        | 1978년 | 1급 회원국 |

## 참고 문헌
- 김창겸. 〈세계 태권도 연맹〉. 《한국민족문화대백과사전》. 한국학중앙연구원.
- 〈세계 태권도 연맹〉. 《두피디아》. 두산.
- 박문각지식엔진연구소 (2021). 〈세계 태권도 연맹〉. 《시사상식사전》. 박문각.
- 이경명 (2011). 〈세계 태권도 연맹〉. 《태권도 용어정보사전》. 태권도문화연구소.
- “세계 태권도 연맹” (영어). 국제 협회 연합.
- “세계 태권도 연맹” (영어). 국제 경기 연맹 총연합회.
- “CUs/MNAs” (영어). 세계 태권도 연맹.

## 같이 보기
- 태권도
- 대한태권도협회
- 태권도진흥재단
- 태권도원
- 국기원
- 국제 태권도 연맹